# Louis Améen (direktör)
Johan Einar Louis Améen, född 17 september 1929 i Hagfors församling, Värmlands län, död 27 augusti 2020 i Strängnäs, var en svensk företagsledare. Han var son till bruksdisponent Einar Améen.
Louis Améen, som var civilingenjör, var 1973–1980 VD för AB Bofors-Åkers. Han invaldes som ledamot av Ingenjörsvetenskapsakademien 1977. Améen är begravd på Gamla kyrkogården i Strängnäs.